# Croce Rossa tedesca

il simbolo della Croce Rossa

La Croce Rossa tedesca (Deutsches Rotes Kreuz, abbreviato DRK, in lingua tedesca) è la società nazionale di Croce Rossa della Germania, stato dell'Europa occidentale. La Società contava (nel 2001) circa 4,7 milioni di membri, di cui 4,4 milioni di soci sostenitori, 334.000 volontari adulti e 92.000 volontari giovani.

## Denominazione ufficiale
- Deutsches Rotes Kreuz (DRK), in tedesco, lingua ufficiale in Germania;
- German Red Cross (GRC), in lingua inglese, denominazione utilizzata internazionalmente presso la Federazione;

## Storia
La prima associazione di soccorso in Germania fu fondata nel Württemberg, allora Regno del Württemberg, nel 1863. Nel 1921 le società tedesche che perseguivano gli obiettivi della Convenzione di Ginevra si unirono dando vita alla Croce Rossa tedesca, che nel 1922 venne ammessa nella Lega delle società di Croce Rossa (l'attuale Federazione).

### La Croce Rossa durante il regime nazionalsocialista
In seguito all'ascesa al potere di Adolf Hitler, il Partito Nazionalsocialista mirava ad estendere il controllo anche sulla Croce Rossa tedesca. Nel dicembre 1937 l'associazione divenne così un organo dell'NSDAP, il Partito Nazionalsocialista Tedesco dei Lavoratori (in tedesco: Nationalsozialistische Deutsche Arbeiterpartei); infine nel 1938 passò sotto il controllo dell'Organizzazione per lo Stato Sociale del Ministero degli Interni, diventando di fatto un'organizzazione nazista.

### Il secondo dopoguerra
Con la sconfitta della Germania nella Seconda guerra mondiale, cadde il regime nazionalsocialista e di conseguenza tutte le associazioni ad esso collegate. La Germania venne suddivisa in zone di occupazione ripartite tra le potenze alleate che sconfissero il Terzo Reich, e amministrate da un governo militare provvisorio.
Il Governo Militare Americano promulgò una legge speciale, nota come "Legge numero cinque", con cui mise fuorilegge il Partito Nazionalsocialista e dichiarò sciolte tutte le organizzazioni ad esso collegate, tra cui appunto la Croce Rossa tedesca. Le organizzazioni di assistenza sociale dovettero così essere ricostituite da nuovo.

### Germania Est ed Ovest
Dalle tre zone di occupazione occidentali nacque la Repubblica Federale Tedesca nel maggio del 1949, nota anche come "Germania Ovest"; mentre la zona orientale, di occupazione sovietica, divenne nell'ottobre del 1949 la Repubblica Democratica Tedesca (RDT), lo stato socialista noto come "Germania Est".
La Croce Rossa seguì le sorti della nazione, dando origine a due Società indipendenti tra loro:
- In Germania Ovest, la "Croce Rossa Tedesca" venne ricostituita nel 1950 e la Repubblica Federale Tedesca, con un decreto del 1951, la riconobbe come "Società Nazionale di Croce Rossa".
- Nella neonata Germania Est fu fondata con decreto del 1952 la Croce Rossa tedesca della Repubblica Democratica Tedesca (in tedesco: Deutsches Rotes Kreuz der DDR), che venne riconosciuta dalla Federazione nel 1954.

### La Riunificazione
In seguito alla Riunificazione tedesca, avvenuta nell'ottobre del 1990, la Croce Rossa tedesca della RDT viene annessa alla Croce Rossa tedesca, divenendo un'unica associazione che copre tutto il territorio nazionale della nuova Germania unita, che la riconosce ufficialmente come "Società Nazionale di Croce Rossa" nel 1991.

## Organizzazione

### L'Assemblea Generale
Il massimo organo direttivo è l'Assemblea Generale, composta dai rappresentanti delle sezioni regionali, da quattro delegati della "Federazione delle Associazioni infermieristiche della Croce Rossa tedesca", dal Presidente, e dai membri del Comitato Presidenziale. Le sue funzioni principali sono quelle di ricevere le relazioni del Comitato Presidenziale e ratificarne i verbali, approvare il bilancio annuale e le proposte di bilancio, emettere norme finanziarie e approvare i regolamenti delle sezioni che sono organizzate a livello nazionale.

### Il Comitato Presidenziale
È il consiglio di amministrazione che dirige la DRK, è composto da sei membri eletti e cinque membri ex officio. Il Consiglio si riunisce otto volte l'anno, ed ha inoltre il compito di promuovere le attività e la cooperazione tra le sezioni. Il suo operato è valutato con regolarità.

### Il Consiglio Presidenziale
È l'organo federale della DRK, promuove la collaborazione tra le componenti condividendone le esperienze e formulando proposte, fornisce inoltre consulenza al Comitato Presidenziale.

### Commissioni
Le Commissioni Consultive sono elette dall'Assemblea Generale per affrontare compiti specifici.

## Suddivisioni territoriali
La competenza territoriale delle Croce Rossa tedesca è suddivisa in maniera gerarchica:
- Bundesverband (associazione federale): competente a livello nazionale, riunisce le sezioni regionali.
- Landverband (associazione regionale): competente a livello regionale. Esistono 19 sezioni regionali la cui area di competenza corrisponde approssimativamente a quella dei rispettivi Bundesländer, ovvero gli Stati Federati.
- Kreisverband (circoscrizione) e Ortsverein (comitato cittadino), enti competenti a livello locale.

### Bayerisches Rotes Kreuz
Uno dei 19 Landverband, quello dello Stato di Baviera, ha mantenuto la denominazione storica di Bayerisches Rotes Kreuz ("Croce Rossa Bavarese"), pur restando a tutti gli effetti una sezione regionale della Croce Rossa tedesca.

## Componenti
La maggioranza dei volontari attivi sono organizzati in cinque società componenti:
- Bereitschaften (assistenza medica)
- Bergwacht (soccorso in montagna)
- Wasserwacht (soccorso in acqua)
- Sozialarbeit (assistenza sociale)
- Jugendrotkreuz (Croce Rossa giovanile)